# ناحیه دیر بالا
ناحیه دیر بالا (به انگلیسی: Upper Dir District) یک ناحیه در پاکستان است که در Dir, Pakistan واقع شده‌است. ناحیه دیر بالا ۳٬۶۹۹ کیلومتر مربع مساحت و ۹۴۶٬۴۲۱ نفر جمعیت دارد.